# لورينزو مينوتي
لورينزو مينوتي (بالإيطالية: Lorenzo Minotti)‏ (مواليد 8 فبراير 1967) هو لاعب كرة قدم. يلعب مع منتخب إيطاليا لكرة القدم. سبق له أن لعب في كأس العالم لكرة القدم مع منتخب بلاده.

## روابط خارجية
- لورينزو مينوتي على موقع الاتحاد الدولي (مؤرشف)  (الإنجليزية)
- لورينزو مينوتي على موقع الاتحاد الأوربي (الإنجليزية)
- لورينزو مينوتي على موقع قاعدة بيانات كرة القدم.إي يو (الإنجليزية)
- لورينزو مينوتي على موقع ناشيونال فوتبول تيمز (الإنجليزية)
- لورينزو مينوتي على موقع Soccerway.com (الإنجليزية)
- لورينزو مينوتي على موقع عالم كرة القدم.نت (الإنجليزية)